# ازمرالدا روسپولی
ازمرالدا روسپولی (ایتالیایی: Esmeralda Ruspoli; ۲۴ ژوئن ۱۹۲۸ – ۱ سپتامبر ۱۹۸۸) بازیگر زن اهل ایتالیا بود.
از فیلم‌ها یا برنامه‌های تلویزیونی که وی در آن نقش داشته است می‌توان به اسمش را آندره‌آ می‌گذاریم، بازی با عشق، رومئو و ژولیت، سه چهره یک زن، مکانی برای عشاق، هفت دریا به کاله، بدون انگیزه مشخص، شیاطین بال‌دار، و دوشیزه‌ای برای شاهزاده اشاره کرد.